# ثلاثية الاستيلاء العدائي
الاستيلاء العدائي هي ثلاثية خيال علمي(في الواقع هي رواية طويلة في ثلاثة أجزاء)، كتبها إس أندرو سوان ونشرتها داو بوكس.
تحكي السلسلة عن استقرار البشر في مجموعة متنوعة من عوالم مستعمرة متصلة بالثقوب الدودية في القرن الرابع والعشرين، وتأسيس اتحاد مفكك للقوى.
يدور ذلك في كوكب باكونين. تتكون من ثلاثة كتب بعنوان بروفيتير وبارتيسان وريفيلوشنري التي نشرت بين عامي 1995 و1996 وأُعيد إصدارها بواسطة داو بمجلد واحد عام 2004.

## وصلات بأعمال أخرى
على الرغم من أن الثلاثية تُقرأ قائمة بحد ذاتها إلا أن لها صلات بأعمل أخرى لسوان. وعلى الرغم من أن السلسة تحدد أبعد بكثير في المستقبل إلا أنها تحدث في الكون نفسه مثل سلسلة سوان
مورو.
في هذا الإطار تم الارتقاء بيولوجياً ب «مورو» يشكل البشر المهندسون أو المعدلون وراثياً (المعروفون باسم فرانكنشتاين أو فرانكز) أدنى طبقة في المجتمع البشر.
مع ذلك يلعب موريوس وفرانكس في سلسلة الاستيلاء العدائي دوراً ثانوياً في المؤامرة.
وفي وقت سلسلة الاستيلاء العدائي عُزلت الكائنات الفضائية التي تلاعبت بسياسات الأرض واقتصادها في سلسة مورو.
ولكن يستخدم البشر الآن آلات الذكاء الاصطناعي الخاصة بهم (والتي ربما لا تزال تتلاعب بالمجتمع البشري)
وثلاثية ثانية، أبوثيوسيس تتألف من كتب المسيح والهرطقة والأنبياء وتتابع في نفس السياق.
وتُعرف الكتب في هذه السلسلة مجتمعة باسم «كونفدرالية تيران».